# Lembre-se 2000's
Lembre-se 2000's, é o quinto álbum de estúdio da banda brasileira Morada, lançado no dia 25 de maio de 2023, pela Onimusic. Após o Lembre-se 80's e Lembre-se 90's, a banda chega com o Lembre-se 2000's, que destaca os grandes sucessos evangélicos na respectiva década.

## Produção
A produção musical foi de Felipe Henri e Moisés Henrique. Felipe conta que os critérios escolhidos para a escolha foram músicas atemporais, que tocam até hoje, e que fizeram parte da vida da banda.

## Lista de faixas
| Lembre-se 2000's |                                                                  |                                                                                       |                              |         |  |
| N.º              | Título                                                           | Compositor(es)                                                                        | Produtor(es)                 | Duração |  |
| 1.               | "Tudo é Teu / Nova Criatura / Rede ao Mar"                       | Marty Sampson Matt Crocker Scott Ligertwood Kleber Lucas Daniel Passamani             | Felipe Henri Moisés Henrique | 05:04   |  |
| 2.               | "Eu Te Quero / Ainda Que a Figueira"                             | Massao Suguihara Fernandinho                                                          | Felipe Henri Moisés Henrique | 04:45   |  |
| 3.               | "Senhor te Quero / Ele Vem / Tudo é Diferente"                   | Andy Park Judson Oliveira Marty Sampson                                               | Felipe Henri Moisés Henrique | 03:41   |  |
| 4.               | "Tu És Santo / Vem esta é a Hora / Te Louvarei Meu Bom Jesus"    | Marc Imboden Tammi Rhoton Emmanuel Espinosa Brian Doerksen                            | Felipe Henri Moisés Henrique | 04:52   |  |
| 5.               | "Te Louvarei / Nome Sobre Todo Nome / Casa Favorita"             | Kelly Carpenter Davi Silva Cris Bastiton                                              | Felipe Henri Moisés Henrique | 04:45   |  |
| 6.               | "Essência da Adoração / Abraça-me / Abraça-me"                   | Matt Redman David Quinlan André Valadão                                               | Felipe Henri Moisés Henrique | 05:39   |  |
| 7.               | "Vim Para Adorar-Te / Estou Só / Digno"                          | Tim Hughes Cris Bastion Davi Silva                                                    | Felipe Henri Moisés Henrique | 05:46   |  |
| 8.               | "Te Agradeço / Abra Os Olhos Do Meu Coração / Grande é o Senhor" | Paul Baloche Kleber Lucas Davi Silva                                                  | Felipe Henri Moisés Henrique | 04:06   |  |
| 9.               | "Nada Além Do Sangue / Uma Nova História / Os sonhos de Deus"    | Matt Redman Fernandinho Ludmila Ferber                                                | Felipe Henri Moisés Henrique | 05:25   |  |
| 10.              | "Eu Me Rendo / O Tempo"                                          | Paula Aguiar Esdras Gallo Marcio Rodrigo Peres Ramos Juninho Afram                    | Felipe Henri Moisés Henrique | 05:07   |  |
| 11.              | "Sonda-me, Usa-me / Tua Graça Me Basta / Poderoso Deus"          | Luiz Arcanjo Antônio Cirilo da Costa Davi Sacer Ana Santos Edson Feitosa Aline Barros | Felipe Henri Moisés Henrique | 05:45   |  |
| 12.              | "Diante de Ti"                                                   | Emerson Pinheiro                                                                      | Felipe Henri Moisés Henrique | 04:09   |  |
| Duração total:   | Duração total:                                                   | Duração total:                                                                        | Duração total:               | 59:00   |  |